# Анжире
Анжире́ (фр. Angirey) — коммуна во Франции, находится в регионе Франш-Конте. Департамент — Верхняя Сона. Входит в состав кантона Гре. Округ коммуны — Везуль.
Код INSEE коммуны — 70022.

## География
Коммуна расположена приблизительно в 300 км к юго-востоку от Парижа, в 31 км северо-западнее Безансона, в 35 км к юго-западу от Везуля.
На западе коммуны протекает река Кабри (фр. Cabry).

## Население
Население коммуны на 2010 год составляло 132 человека.
| 1962 | 1968 | 1975 | 1982 | 1990 | 1999 | 2010 |
| ---- | ---- | ---- | ---- | ---- | ---- | ---- |
| 176  | 146  | 132  | 139  | 132  | 134  | 132  |

## Администрация
| Период | Период | Фамилия         | Партия | Примечания |
| ------ | ------ | --------------- | ------ | ---------- |
| 2001   | 2008   | Брюно Пассар    |        |            |
| 2008   | 2014   | Шанталь Фарадон |        |            |

## Экономика
В 2010 году среди 86 человек трудоспособного возраста (15—64 лет) 70 были экономически активными, 16 — неактивными (показатель активности — 81,4 %, в 1999 году было 67,9 %). Из 70 активных жителей работали 61 человек (31 мужчина и 30 женщин), безработных было 9 (3 мужчин и 6 женщин). Среди 16 неактивных 4 человека были учениками или студентами, 7 — пенсионерами, 5 были неактивными по другим причинам.